# Richland Parish
Das Richland Parish (französisch: Paroisse de Richland) ist ein Parish im Bundesstaat Louisiana der Vereinigten Staaten. Bei der Volkszählung im Jahr 2020 hatte das Parish 20.043 Einwohner und eine Bevölkerungsdichte von 13,9 Einwohnern je Quadratkilometer. Der Verwaltungssitz (Parish Seat) ist Rayville.

## Geographie
Das Parish liegt fast im äußersten Norden von Louisiana, ist im Norden etwa 50 km von Arkansas, im Osten ebenfalls etwa 50 km von Mississippi entfernt und hat eine Fläche von 1462 Quadratkilometern, wovon 16 Quadratkilometer Wasserfläche sind. Es grenzt an folgende Parishes:
|                 | Morehouse Parish                            | West Carroll Parish, East Carroll Parish |
| Ouachita Parish | Kompassrose, die auf Nachbargemeinden zeigt | Madison Parish                           |
| Caldwell Parish |                                             | Franklin Parish                          |

## Geschichte
Richland Parish wurde am 29. September 1868 aus Teilen des Carroll Parish, des Franklin Parish, des Morehouse Parish und des Ouachita Parish gebildet.
Zehn Bauwerke und Stätten des Parish sind im National Register of Historic Places eingetragen (Stand 9. November 2017).

## Demografische Daten

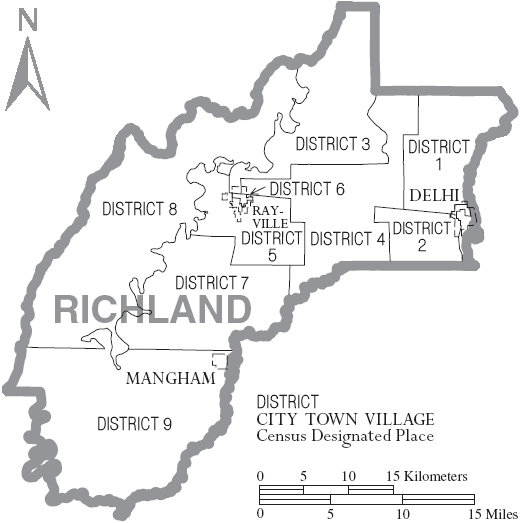
Karte des Richland Parishes

Nach der Volkszählung im Jahr 2000 lebten im Richland Parish 20.981 Menschen in 7.490 Haushalten und 5.482 Familien. Die Bevölkerungsdichte betrug 15 Einwohner pro Quadratkilometer. Ethnisch betrachtet setzte sich die Bevölkerung zusammen aus 60,96 Prozent Weißen, 38,01 Prozent Afroamerikanern, 0,13 Prozent amerikanischen Ureinwohnern, 0,18 Prozent Asiaten und 0,20 Prozent aus anderen ethnischen Gruppen; 0,52 Prozent stammten von zwei oder mehr Ethnien ab. 1,08 Prozent der Bevölkerung waren spanischer oder lateinamerikanischer Abstammung, die verschiedenen der genannten Gruppen angehörten.
Von den 7.490 Haushalten hatten 34,3 Prozent Kinder und Jugendliche unter 18 Jahre, die bei ihnen lebten. 50,2 Prozent waren verheiratete, zusammenlebende Paare, 18,8 Prozent waren allein erziehende Mütter, 26,8 Prozent waren keine Familien, 24,0 Prozent waren Singlehaushalte und in 12,4 Prozent lebten Menschen im Alter von 65 Jahren oder darüber. Die Durchschnittshaushaltsgröße betrug 2,65 und die durchschnittliche Familiengröße lag bei 3,14 Personen.
Auf das gesamte Parish bezogen setzte sich die Bevölkerung zusammen aus 27,3 Prozent Einwohnern unter 18 Jahren, 9,9 Prozent zwischen 18 und 24 Jahren, 26,8 Prozent zwischen 25 und 44 Jahren, 21,0 Prozent zwischen 45 und 64 Jahren und 15,0 Prozent waren 65 Jahre alt oder darüber. Das Durchschnittsalter betrug 36 Jahre. Auf 100 weibliche kamen statistisch 88,7 männliche Personen. Auf 100 Frauen im Alter von 18 Jahren oder darüber kamen 84,3 Männer.

Das jährliche Durchschnittseinkommen eines Haushalts betrug 23.668 USD, das Durchschnittseinkommen der Familien betrug 29.075 USD. Männer hatten ein Durchschnittseinkommen von 28.471 USD, Frauen 18.587 USD. Das Prokopfeinkommen betrug 12.479 USD. 23,1 Prozent der Familien 27,9 Prozent der Bevölkerung lebten unterhalb der Armutsgrenze. Davon waren 39,5 Prozent Kinder oder Jugendliche unter 18 Jahre und 20,9 Prozent waren Menschen über 65 Jahre.

## Städte und Gemeinden
| - Alto - Archibald - Bee Bayou - Crew Lake | - Dehlco - Delhi - Dunn - Girard | - Holly Ridge - Jonesburg - Mangham - New Light | - Rayville - Start - Warden - Waverly |